# Sonderbehandlung
„Sonderbehandlung“ (S.B.) war in der NS-Sprache eine Tarnbezeichnung für die Ermordung von Menschen.

## Euphemismus
Die euphemistische Bezeichnung sollte wie „Endlösung der Judenfrage“, „Deportation“, „Umsiedlung“ oder „Evakuierung“ die tatsächlichen Handlungen verschleiern helfen. Zum selben Zweck benutzten Ärzte der SS in der Hartheimer Statistik den Begriff Desinfektionen anstelle von Vergasungen. Auch die sogenannte Schutzhaft, die von der Gestapo verhängt wurde, diente dazu, die Betroffenen aus der Gesellschaft zu entfernen und in weiterer Folge töten zu können.

## Begriffsverwendung
Der Begriff erschien als Codewort für Exekutionen am 20. September 1939 in einem Runderlass des Chefs der Sicherheitspolizei und des Sicherheitsdienstes, Reinhard Heydrich, an alle Staatspolizeistellen, in welchem es um „die Grundsätze der inneren Staatssicherheit während des Krieges“ geht. Es ist dort unter anderem ausgeführt: „Bei den Fällen zu Ziffer 1 (Zersetzung der Kampfkraft des Deutschen Volkes) ist zu unterscheiden zwischen solchen, die auf dem bisher üblichen Wege erledigt werden können und solchen, welche einer Sonderbehandlung zugeführt werden müssen. Im letzteren Falle handelt es sich um solche Sachverhalte, die hinsichtlich ihrer Verwerflichkeit, ihrer Gefährlichkeit oder ihrer propagandistischen Auswirkung geeignet sind, ohne Ansehung der Personen (nämlich durch Exekution) ausgemerzt zu werden.“
Ein Beispiel unter vielen für die Verwendung dieses Begriffes ist auch der folgende Auszug aus einem Erlass des Reichssicherheitshauptamtes (RSHA) von Heinrich Himmler vom 20. Februar 1942 bezüglich der Behandlung von „fremdländischen Zivilarbeitern“:
„(4)In besonders schweren Fällen [der Disziplinwidrigkeit] ist beim Reichssicherheitshauptamt Sonderbehandlung unter Angabe der Personalien und des genauen Tatbestandes zu beantragen. (5)Die Sonderbehandlung erfolgt durch den Strang.“
Im Laufe der NS-Prozesse zeigte sich, dass in den zuständigen Kreisen keine Zweifel darüber bestanden, was unter diesem Begriff zu verstehen war. Der SS-Gruppenführer und Höhere SS- und Polizeiführer Emil Mazuw sagt hierzu:
„Während des Krieges verstand die SS unter ‚Sonderbehandlung‘ nur ‚Tötung‘. Ich bin sicher, daß höhere Offiziersdienstgrade das wußten. Ob der einfache SS-Mann das wußte, weiß ich nicht. Ich verstehe nach dem Sprachgebrauch der damaligen Zeit unter ‚Sonderbehandlung‘ nur Tötung und nichts anderes“.
Im Zuge der Auschwitzprozesse räumte der Angeklagte Robert Mulka dazu ein:
„Den Begriff ‚Sonderbehandlung‘ (SB) kannte ich. ‚Sonderbehandlung‘ war Mord. Darüber war ich tief empört. ‚Sonderbehandlung‘ war Geheime Reichssache“.
Im Frühjahr 1943 war der Begriff bereits so bekannt geworden, dass er nach Ansicht des Reichsführers-SS Himmler im Korherr-Bericht die Tarnfunktion nicht mehr erfüllen konnte.
In einer Anweisung von Himmler an Richard Korherr vom 10. April 1943 heißt es
„Der Reichsführer SS hat Ihren statistischen Bericht über ‚Die Endlösung der europäischen Judenfrage‘ erhalten. Er wünscht, dass an keiner Stelle von ,Sonderbehandlung der Juden‘ gesprochen wird. Auf Seite 9, Punkt 4, muß es folgendermaßen heißen: ‚Transportierung von Juden aus den Ostprovinzen nach dem russischen Osten: Es wurden durchgeschleust[…]‘“.
Im Nürnberger OKW-Prozess wurde 1948 von der Verteidigung der Offiziere allerdings vorgebracht, „Sonderbehandlung“ hätte nicht Hinrichtungen bezeichnet.

## Begriffsvarianten
Eine Variante der Tarnbezeichnung lautete „gesonderte Unterbringung“. Man findet sie zum Beispiel im Funkspruchprotokoll vom 15. März 1943 über die Ankunft des 36. sogenannten „Osttransports“ in Auschwitz. Das Dokument ist eine von insgesamt nur drei überlieferten Eingangsmeldungen an das SS-Wirtschafts- und Verwaltungshauptamt in Berlin: „K. L. Auschwitz meldet Judentransport aus Berlin. Eingang am 13.3.43. Gesamtstärke 964 Juden. Zum Arbeitseinsatz kamen 218 Männer und 147 Frauen […]. Gesondert wurden 126 Männer u. 473 Frauen u. Kinder untergebracht.“
Das Wort Sonderbehandlung im standardsprachlichen Sinn als Besserstellung wurde im Februar 1942 in den Meldungen aus dem Reich verwendet, als NSDAP-Mitglieder die Ausnahmeregelungen für die „mit Deutschblütigen verheirateten Juden“ kritisierten, da diese den Judenstern nicht tragen mussten.